# Лейкола, Исмо
Исмо Микаэль Лейкола (фин. Ismo Mikael Leikola чаще — ISMO; род. 22 января 1979, Йювяскюля) — финский стендап-комик. Проживает и работает в Лос-Анджелесе (с 2015).

## Ранняя жизнь и образование
Лейкола родился в Йювяскюля в 1979 году и провел свое детство в Куоху, маленьком городке недалеко от Йювяскюля. До карьеры в стендап-комедии Лейкола учился в Университете Йювяскюля, где физика была его основным предметом, а философия - второстепенным.

## Комедийная карьера

### 2002–2013
Изучая физику и химию в Университете Йювяскюля, Лейкола впервые познакомился со стендап-комедией в баре кампуса Ilokivi, где он дебютировал в 2002 году. Этот опыт вдохновил его на изучение стендап-комедий со старых кассет VHS с выступлениями Эдди Мерфи и Эдди Иззарда.

## Биография
В 2002 году начал карьеру стендап-комика. Написал сценарии и снялся в двух сезонах своего собственного ситкома «ISMO».
С 2008 по 2016 год снял три специальных DVD-диска и выступал в многочисленных концертных залах и театрах по всей Великобритании и Финляндии. Также привлёк к себе внимание на крупнейших фестивалях комедии по всему миру, включая Just for Laughs в Монреале, Эдинбургский фестиваль Фриндж и New Zealand International Comedy Festival. В 2018 году он дебютировал в своем персональном шоу «Words Apart» на Мельбурнском фестивале комедии.
27 октября 2014 года в голосовании, проводимом в одном из самых больших комедийных клубов Лос-Анджелеса, завоевал титул «самого смешного человека на свете» (около 160 тысяч голосов).
В декабре 2015 года вместе с женой переехал в Лос-Анджелес, и они развелись в 2021 году.